# Руска трупа
Руска трупа (позната също под имената Чавка или Руска тройка) е игра със стандартни карти за игра, която се играе от трима играчи. В тестето участват 24 карти, по сила от деветка до асо (както е при играта Сантасе). Цялата игра протича под формата на поредица от разигравания, съдържащи размесване на картите, разцепване на тестето, раздаване, анонсиране, разиграване, изброяване и записване на текущите резултати.
Играта протича в две фази, анонс и разиграване. Започва се с раздаване по седем карти на всеки играч (първо 3 карти и два пъти по 2 карти), три карти се оставят за талон, обърнати с лицето надолу, без да се виждат от играчите.

## Наддаване
Анонсирането започва от играча, който е на ход след раздавача (раздавачите се сменят по посоката на игра след всяко разиграване). Минималният възможен анонс в началото е 100 точки. Играч който не смята, че ще успее да изкара съответния брой точки пасува и оставя другите да направят своите анонси.
Тъй като без наличие на комбинация между поп и дама не може да се изкарат повече от 120 точки, то когато анонсирането надмине 120 точки, анонсиращите са длъжни да покажат налична комбинация на поп и дама от една и съща боя. За анонсиране над 140 трябва да се покажат две комбинации между поп и дама.
Наддаването се печели от този който анонсира най-много точки. Този който спечели наддаването показва на другите играчи талона и го прибира, определя коза и дава по една карта (избор по собствено желание) на другите двама играчи.

## Разиграване
Целта на играча спечелил наддаването е да изкара поне толкова точки, колкото е обявил по време на анонсирането. Целта на другите двама играчи е да провалят анонса, като за постигането на тази цел те играят в комбина срещу играча спечелил анонса.
Играта в комбина се състои в, това че всеки от двамата опоненти може да заяви желание другият да му постави силна карта, произнасяйки думата „трупай“, когато е сигурен, че ще спечели ръката. Точно оттук идва и названието на играта трупа. Заявлението за трупане има смисъл само когато третият играч трябва да подаде сигнал на втория, че имат възможност да спечелят повече точки, ако се играе висока карта.
При разиграването качването не е задължително. Тоест, без резултат са опити да се играе средна по сила карта с идеята да бъдат извадени силните карти от противниците.

## Сила на картите
| Карта | Точки |
| ----- | ----- |
| Асо   | 11    |
| Десет | 10    |
| Поп   | 4     |
| Дама  | 3     |
| Вале  | 2     |
| Девет | 0     |

Възможни са бракове (комбинации между поп и дама), които носят 20 точки, ако не са от боята на коза и 40, ако са от боята на коза. Обявяването им е чрез произнасяне на думата „двадесет“ или „четиридесет“. За да се направят тези обявявания, трябва да се играе съответната боя, като не е нужно обявяващият да е на ход.
Ако играчът спечелил анонсирането не успее да спечели обявените от него точки, то те се изваждат от текущия му резултат, ако резултатът му стигне 0 то те се записват в минус. Останалите двама играчи записват спечелените от тях точки като добавка към текущия си резултат. Играта се печели от този играч, който първи събере 501 точки или повече.
Ако играчът спечелил анонсирането прецени, че няма вариант да изкара обявените точки, до втората ръка включително той може да се откаже от фазата на разиграване, при което обявените точки се вадят от резултата, а другите двама играчи добавят по 25 точки към своите резултати.